# Haematobosca atripalpis
Haematobosca atripalpis är en tvåvingeart som först beskrevs av Mario Bezzi 1895.  Haematobosca atripalpis ingår i släktet Haematobosca och familjen husflugor. Inga underarter finns listade i Catalogue of Life.